# 瀬戸琴楓
瀬戸 琴楓（せと ことか、2005年12月22日 - ）は、日本のファッションモデル。セントラルジャパン所属。

## 略歴
2011年(平成23年)8月22日(月曜日)、「岩田琴楓」(本名)名義で、『ニコ☆プチKIDS』（新潮社）同年10月号にて初登場。
2013年(平成25年)12月21日(土曜日)、小学校2年生の際に『ニコ☆プチKIDS』が『ニコ☆プチ』増刊として独立創刊となる直前の2014年(平成26年)2月号迄、実に2年半という長期にわたりKIDSモデルを務めた。
2014年(平成26年)3月7日(金曜日)、同じく小学校2年生の際に創刊された『ニコ☆プチKIDS』（新潮社）に活躍の場を移し、同年4月号にて初表紙(中央)を飾った。
2014年(平成26年)4月27日(日曜日)、小学校3年生の際に東京有明・TFTホールにて開催された『プチ☆コレ2014』のKIDSステージに出演した。
2015年(平成27年)9月15日(火曜日)、小学校4年生の際に休刊となる『ニコ☆プチKIDS』（新潮社）同年10月号をもって、同誌専属モデルを卒業した。
2016年(平成28年)12月22日(木曜日)、11歳の誕生日を迎え、小学校5年生の際に「琴楓」名義で、平原かのん・前田優衣・町田恵里那・田中杏奈・藤村木音と共に『第5回ニコ☆プチモデルオーディション』にてグランプリを受賞。2017年(平成29年)2月号より同誌専属モデルとしてデビューを果たした。
プチ㋲時代は『JENNI love』の4代目イメージモデルとしても活躍した。
2018年(平成30年)8月17日(木曜日)、中学校1年生の際に『レピピアルマリオ』のWEBモデルオーディションに合格し、関屋利菜・吉田爽葉香・雑賀サクラ・松本恵莉紗・長谷川優・平日菜向と共に同ファッションブランドの同モデルを務める事になった。
2019年(平成31年)2月22日(金曜日)、同じく中学校1年生の際に『ニコ☆プチ』（新潮社）同年4月号にて初表紙(左)を飾った。関谷瑠紀(中央)、高比良由菜(右)と共同。
2019年(平成31年)4月22日(月曜日)、『ニコ☆プチ』（新潮社）同年6月号にて2度目の表紙(中列左)を飾り、プチ㋲を卒業した。
2019年(平成31年)4月28日(日曜日)、東京有明・TFTホールにて開催された『プチ☆コレ9』をもって、阿部ここは・林芽亜里・山内寧々・田中杏奈・藤村木音・中村紗亜也・小林咲葵・聡美・向田桃椛・山田楓と共に『ニコ☆プチ』（新潮社）専属モデルを卒業した。
2019年(令和元年)8月22日(木曜日)、中学校2年生の際に「瀬戸琴楓」名義で、雑賀サクラ・田中杏奈・ブリッジマン遊七と共にパシフィコ横浜・国立大ホールにて開催された『Seventeen夏の学園祭』において『ミスセブンティーン2019』に選ばれた事が発表された。因みに雑賀は『レピピアルマリオ』WEBモデルの同期であり、田中は『ニコ☆プチ』（新潮社）の同期である。
2019年(令和元年)8月30日(金曜日)、『Seventeen』（集英社）同年10月号より同誌専属モデル(STモ)。

## 出演

### TV
- 東海テレビ『みんなのニュースOne』
- 日本テレビ『クレッシェンドで進め』
- フジテレビ『今日のさんぽんた』みっちゃん
- 日本テレビ『ちはやふる-めぐり-』吉野音[5]

### Web
- レピピアルマリオWEBモデル
- JENNI love
- INGNI first
- ブラザー工業ラベルプリンター「P-TOUCH CUBE」

### ネット配信
- TSUTAYA TV『㋲っと!ニコ☆プチTV』

### MV
- 佐藤実絵子「Make it blue」
- Lucie,Too「Daydreaming」（2025年）[6]

### ランウェイ
- Rakuten GirlsAward 2023 AUTUMN/WINTER（2023年9月30日、幕張メッセ）[7]

### CM
- バンダイ
  - 『パーリーポップス!』
  - 『ヒーリングっど♥プリキュア』
    - 「キュアタッチ♥︎変身ヒーリングステッキDX」
    - 「ちょうしんきでピッ♥︎おしゃべりラテ」
- マクドナルド『ハッピーセット』
- ハウス食品『シチュートータル』
- ひるがの高原『牧歌の里』

### スチール
- ESS『piu』イメージモデル
- トンボ学生服ポスター
- 大日本住友製薬「すこやかコンパス」読者代表
- JENNI love
- 愛知銀行「サマーキャンペーン」
- トヨタホーム
- イトーヨーカドー

### カタログ
- 三越『華小袖　2020三越の振袖』
- 千趣会『Junior&Teens papellapiz』

### 広告
- SoftBank

### イベント
- 超十代2020デジタル
- Seventeen夏の学園祭
  - Seventeen夏の学園祭2019
  - Seventeen夏の学園祭2023（2023年8月23日、東京ドームシティ プリズムホール）[8]
- プチ☆コレ2014・7・8・9

## 書籍

### 雑誌
- ディズニープリンセス (学研パブリッシング)
- Seventeen (2019年10月号-、集英社) 専属モデル
- ニコ☆プチ (2017年2月号-2019年6月号、新潮社) 専属モデル
- ニコ☆プチKIDS (2011年10月号-2014年2月号、2014年4月号-2015年10月号、新潮社) 専属モデル

### 写真集
- PROTO STAR 瀬戸琴楓 vol.1（2020年6月26日、JUPIMAR、撮影：YOROKOBI）ASIN B08B7YXPQY
- PROTO STAR 瀬戸琴楓 vol.2（2020年7月24日、JUPIMAR、撮影：YOROKOBI）ASIN B08CRXP71V
- 玄光社「NEXT GIRL図鑑2020-2021」

### デジタル写真集
- 少女記録